# Zdrowa Woda
Zdrowa Woda – polska grupa blues-rockowa założona w 1988 roku przez Sławomira Małeckiego i Marka Modrzejewskiego. 
W roku powstania zespół wystąpił w Spodku w Katowicach jako laureat festiwalu „Rawa Blues”. W 1989 roku wystąpił na Ogólnopolskim Przeglądzie Piosenki, gdzie został zakwalifikowany do „Złotej Dziesiątki” polskich zespołów młodzieżowych oraz wziął udział w koncercie finałowym Festiwalu Opole '89. Kolejne lata przyniosły m.in.: występy na finałach Rawy (1992, 1993), koncert finałowy festiwalu Jarocin (1992, 1993) oraz zaproszenia na festiwale: Bluesada do Szczecina (1992, 1993, 2000), Muzyczny Camping w Brodnicy (1992, 1993, 1994, 1998), Olsztyńskie Noce Bluesowe (1994,1998, 2000), Fama '93, Blues nad Bobrem, Jesień z Bluesem w Białymstoku, Mokotowską Jesień Muzyczną, Blues Express, Solo Życia (2013), Przystanek Woodstock (1995, 1998, 2017). 
W latach 1991–1993 zespół był związany z agencją „Zjednoczone Słonie” Waltera Chełstowskiego. W 1992 roku, wspólnie z Jerzym Owsiakiem, grupa zainicjowała akcję „Wielka Orkiestra Świątecznej Pomocy”. Poza tym zespół brał udział w koncertach – akcjach: „S.O.S”, „Wojna z trzema schodami”, czy „Dwa Światy” z towarzyszeniem orkiestry symfonicznej, w koncercie „Żarnowiec '95".

## Dyskografia
- 1990 Piwo
- 1993 Wino
- 1996 Zdrowa Woda
- 1998 Nie bój się miłości
- 2000 Dziwne myśli
- 2005 The Best „Balanga”
- 2005 Między mężczyzną a kobietą
- 2009 Live
- 2010 Policz czas special edition
- 2012 Policz czas official edition
- 2016 W tunelu
- 2022 Inny dom
- 2023 Przystanek Woodstock – Live

## Nagrody i wyróżnienia
| Rok  | Kategoria                             | Tytułem     | Nagroda        | Nota      | Źródło |
| ---- | ------------------------------------- | ----------- | -------------- | --------- | ------ |
| 1996 | Album roku – muzyka tradycji i źródeł | Zdrowa woda | Fryderyki 1996 | Nominacja | [ 1 ]  |